# 永大勝ち抜きのど自慢
『永大勝ち抜きのど自慢』（えいだいかちぬきのどじまん）は、1973年4月から同年9月まで日本テレビ系列局で放送されていた読売テレビ製作の歌謡番組である。永大産業の一社提供。放送時間は毎週土曜 18:00 - 18:30 （日本標準時）。

## 概要
前週に1週勝ち抜きを果たした「週チャンピオン」と各回の挑戦者たちが、5週勝ち抜きを目指して歌で競いあっていた視聴者参加型番組。会場にいる一般人が審査員を務めていたのが特徴で、番組は来場者の中から審査員100人を募り、彼らに「挑戦者戦」での合格・不合格を決めさせていた。司会は高島忠夫と寿美花代が務めていた。収録は主に大阪府近郊の公会堂で行われていた。
この番組は、土曜17:00枠で放送されていた『永大お笑いのど自慢』の後継番組である。タイトルと進行形式は似ているが、フジテレビの歌謡番組『勝抜きのど自慢 → 100万円勝抜きのど自慢』との関連性は特に無い。

## ルール
番組は「挑戦者戦」と「チャンピオン戦」とに分けて行われていた。

### 挑戦者戦
複数人いる挑戦者の中から、週チャンピオンとの対決者を選出する予選。審査員は来場者の中から募った一般審査員100人で、挑戦者は70人以上からの支持を受ける必要があった。
挑戦者は1人ずつステージに上がり、持ち歌を披露。審査員は、その挑戦者の歌い方が気に入らなければ各々スイッチを押す。スイッチが1つ押されるごとに、ステージ上にある7セグ式電光掲示板に表示の「100」が1点ずつ下がっていった。そして「69」にまで下がるとブザーが鳴り、その挑戦者はその場で失格とされた。
挑戦者全員の審査の終了後、70点以上を維持していた合格者の中から最高得点を記録した者が「トップチャレンジャー」に認定された。

### チャンピオン戦
挑戦者戦で選出されたトップチャレンジャーと週チャンピオンによる決勝戦。こちらは一般審査員ではなく、レギュラー審査員による採点で決められていた。
最初に歌うのはトップチャレンジャーで、挑戦者戦で一度披露したものとは別の歌を披露。次に歌うのは週チャンピオンで、前週に一度披露したものとは別の歌を披露した。
採点の結果、得点の高かった方が1週勝ち抜きと認定された。そして5週続けて勝ち抜くと、番組から海外旅行が贈られた。

## 放送局
- 読売テレビ（制作局）：土曜 18:00 - 18:30
- 日本テレビ：土曜 18:00 - 18:30
- 青森放送：土曜 13:30 - 14:00（1973年7月7日放送開始）[1]
- 秋田放送：土曜 12:30 - 13:00（1973年7月7日放送開始）[1]
- ミヤギテレビ：火曜 18:00 - 18:30[2]
- 福島中央テレビ：土曜 17:20 - 17:50[2]
- 新潟総合テレビ：土曜 17:15 - 17:45[3]
- 信越放送：土曜 16:55 - 17:25[4]
- 北日本放送：土曜 17:20 - 17:50[5]
- 日本海テレビ：日曜 18:00 - 18:30[6]
- 西日本放送：土曜 13:30 - 14:00[7]
- 南海放送：土曜 14:00 - 14:30[8]
- 福岡放送：土曜 18:00 - 18:30[9]
- 長崎放送：金曜 16:00 - 16:30[9]
- 熊本放送：金曜 17:30 - 18:00[9]
- 宮崎放送：土曜 17:00 - 17:30[10]
- 南日本放送：日曜 16:00 - 16:30[10]